# Oenobotys texanalis
Oenobotys texanalis là một loài bướm đêm trong họ Crambidae.